# Rens (Denemarken)
Rens is een plaats in de Deense regio Zuid-Denemarken, in het uiterste zuidwesten van de gemeente Aabenraa, en telt 305 inwoners (2007).
Rens ligt op een paar kilometer afstand van de grens met Duitsland, 8 km ten noorden van Ladelund (D) en circa 18 km ten westen van Padborg.